# Обсада на Казан
Обсадата на Казан слага край на Руско-казанските войни. Последвало я фактически и юридически край на съществуването на Казанското ханство.
Това не е последната битка във войните за територията на бившето ханство. След падането на Казан въстаниците създали общности в Чалъм и Миштамак, а новият хан е избран от ногайците. Последвалата партизанска война завършва чак през 1556.
След два неуспешни опита за превземенето града, единият от които с бомбардиране на канализацията, Иван Грозни създава база в Свияжск и атакува казанския град с масивни обсадни кули с височина 12 м. В чест на победата, първият руски цар издига катедралният храм „Василий Блажени“ който се намира на червения площад в Москва.